# Bosansko Grahovo
Bosansko Grahovo – wieś w Bośni i Hercegowinie, w Federacji Bośni i Hercegowiny, w kantonie dziesiątym, siedziba gminy Bosansko Grahovo. W 2013 roku liczyła 651 mieszkańców, z czego większość stanowili Serbowie.